# 龐褆
龐褆。山西闻喜縣人，清朝政治人物、進士出身。

## 生平
清顺治三年进士，授霍邱縣知縣。